# Probletomus plenus
Probletomus plenus är en insektsart som först beskrevs av Walker 1870.  Probletomus plenus ingår i släktet Probletomus och familjen Nogodinidae. Inga underarter finns listade i Catalogue of Life.